# La notte dello scapolo
La notte dello scapolo (The Bachelor Party) è un film del 1957 diretto da Delbert Mann, tratto da un soggetto per la TV di Paddy Chayefsky.
Venne presentato in concorso al 10º Festival di Cannes.

## Trama
Cinque impiegati decidono di passare una serata insieme per festeggiare l'addio al celibato di uno di loro. Ma nella notte in cui avrebbero dovuto divertirsi emergono i drammi di ciascuno.

## Riconoscimenti
Nel 1957 il National Board of Review of Motion Pictures l'ha inserito nella lista dei migliori dieci film dell'anno.
Carolyn Jones fu candidata ai Premi Oscar 1958 come migliore attrice non protagonista.

## Critica
Paolo Mereghetti (1993): **½
«... un film molto parlato, che affonda nella psicologia dell'uomo medio americano. Un po' datato ma molto ben recitato.»